# Autodectis atelarga
Autodectis atelarga är en fjärilsart som beskrevs av Edward Meyrick 1937. Autodectis atelarga ingår i släktet Autodectis och familjen stävmalar. Inga underarter finns listade i Catalogue of Life.